# Device Independent
Device Independent (DVI) is het bestandsformaat dat door TeX als uitvoer wordt gegenereerd. Het is ontworpen door David R. Fuchs in 1979. Bestanden in het bestandsformaat DVI bevatten de inhoud en opmaak van een document op een manier die niet afhankelijk is van een of ander uitvoer-apparaat (zoals beeldscherm of printer). Het is daarmee een apparaat-onafhankelijk (vandaar de naam "Device Independent") bestandsformaat.
Gewoonlijk worden DVI-bestanden gebruikt als invoer voor een programma dat de inhoud omzet naar een ander formaat, bijvoorbeeld naar Postscript of PDF. In tegenstelling tot Postscript en PDF zijn de lettertypen (fonts) niet in het DVI-bestand zelf opgenomen. Hierdoor is een DVI-bestand kleiner dan een PDF-bestand dat wel lettertypen bevat. Doordat DVI-bestanden een systeemlettertype gebruiken, gaat er mogelijk specifieke opmaak verloren.